# 14909 Kamchatka
14909 Kamchatka è un asteroide della fascia principale. Scoperto nel 1993, presenta un'orbita caratterizzata da un semiasse maggiore pari a 2,5775071 UA e da un'eccentricità di 0,1604713, inclinata di 13,45067° rispetto all'eclittica.
Prende il nome dalla Kamčatka, una regione della Russia.